# Gurgen I
Gurgen I, (armeno: Գուրգեն Ա), anche trascritto Kiourikê I (armeno: Կյուրիկե Ա) secondo la variante locale (... – 989), è stato un sovrano armeno del Regno di Lori.
Fu principe di Tachir nel 972, Re di Lori o di Aghbania nello stesso anno o dal 980, oppure dal 982, fino al 989.

## Biografia
Figlio di Ashot III, Re di Armenia, nel 972 suo padre gli dona in appannaggio il distretto di Tachir assieme ai territori circostanti.
Nel 974, inviò delle truppe per partecipare all'assemblea dei re e dei principi armeni presso il lago di Van, allo scopo di mostrare all'Imperatore bizantino Giovanni I Zimisce che l'Armenia non si sarebbe lasciata facilmente annettere.
Quando Gurgen assunse il titolo di Re d'Aghbania, non solo suo fratello Smbat II, Re d'Armenia, non lo escluse, ma arrivò ad erigere il monastero di Sanahin a Diocesi e Metropoli religiosa del nuovo Regno. Di fatto, sembra che nello spirito del Re di Armenia la creazione di questo Regno permise di affermare e rinforzare la presenza armena di fronte alla Georgia, che era rimasta di religione ortodossa.
Morì nel 989.

## Discendenza
Gurgen ebbe due figli:
- il suo successore David I Anholin († 1048)[5];
- una figlia, che sposò Abou'l-Ouswâr della dinastia curda dei Banou-Cheddâd, emiro di Dvin dal 1022 al 1049 poi di Gandja dal 1049 al 1067[6].